# Baía de Narragansett

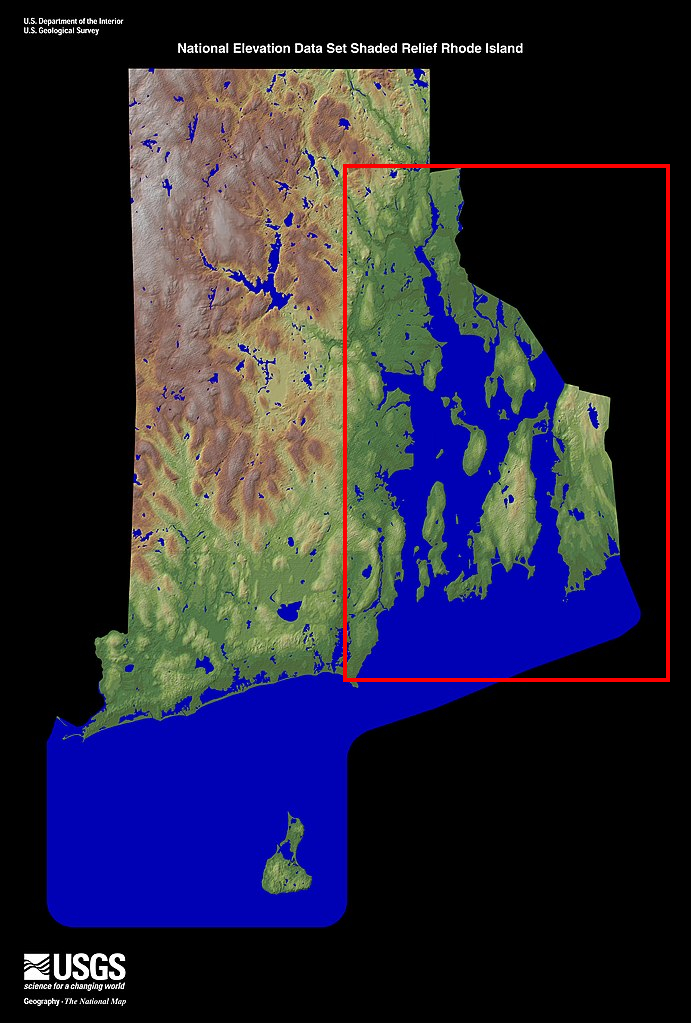
Narragansett Bay, no quadrado vermelho, em relação a Rhode Island.

A baía de Narragansett (em inglês:  Narragansett Bay) é uma baía e estuário no lado norte do Rhode Island Sound. Com área de 380 km², a baía forma o maior estuário da Nova Inglaterra, funciona como um extenso porto natural, e inclui até mesmo um pequeno arquipélago.
Existem mais de trinta ilhas na baía; as três maiores são a ilha Aquidneck, a ilha Conanicut e a ilha Prudence. Entre os cursos de água que fazem parte da baía de Narrangansett estão o rio Sakonnet, a baía de Mount Hope e a parte sul do rio Taunton. A baía se abre para o Block Island Sound - Block Island está a menos de 50 km a sudoeste de sua abertura - e o oceano Atlântico. Diversas pontes cruzam partes da baía, como as duas pontes elevadas, a Claiborne Pell Newport Bridge e a Mount Hope Bridge, a Jamestown-Verrazano Bridge, e a Braga Bridge, que formam o cruzamento da baía de Narrangansett da rodovia federal United States Interstate 195.

## Origens geológicas
A baía de Narrangansett é uma ria, que consiste de uma série de vales alagados por rios, formados por blocos crustais num sistema de horst e graben que está  afundando lentamente em meio a um sistema ainda em movimento de falhas; no entanto, o sistema de estuário é vasto, quando comparado ao fluxo atual dos três pequenos rios que entram na baía, o rio Taunton, a nordeste e noroeste, os rios Providence e Seekonk. O formato atual da baía de Narrangansett é o resultado da última glaciação da região da Nova Inglaterra, sob os limites do manto de gelo Laurenciano, no último máximo glacial, há cerca de 18.000 anos atrás. O nível do mar abaixou tanto que a plataforma continental ficou exposta, sob o peso do gelo, e a geleira acabou deslizando para o Atlântico na parte sul de Block Island. Cortes na orientação norte-sul, feitos pelo gelo, podem ser vistos claramente no mapa; forma a chamada West Passage ("Passagem do Oeste") que separa a ilha de Conanicut da parte ocidental do continente, e a East Passage ("Passagem do Leste") que separa atualmente as ilhas Conanicut e Aquidneck.
Gradualmente o gelo se fragmentou, e retrocedeu; a região ficou completamente livre do gelo há cerca de 14 mil anos atrás. Uma complicada sequência de elevações no nível do mar e ajustes isostáticos inundou e esvaziou a região. Um lago proglacial de água doce, chamado pelos geólogos de lago Narrangansett, foi formado há cerca de 15 mil anos, represado entre morenas terminais: o lago durou por cerca de 500 anos, deixando apenas o poderoso fluxo dum rio pós-glacial percorrendo o seu eixo norte-sul. A água salgada então preencheu o vale, à medida que o nível do mar foi aumentando, até que a área foi totalmente inundada.

## História humana
A primeira visita europeia à baía deu-se provavelmente no século XVI. Na época, a área em torno da baía era habitada por dois grupos diferentes de povos indígenas: os narrangansett, no lado oeste da baía, e os wampanoag no lado leste, ocupado as terras a leste de Cape Cod.
A maioria dos historiadores aceitam que o primeiro contato dos europeus foi feito por Giovanni da Verrazzano, um explorador italiano que navegou pela baía com seu navio La Dauphine em 1524, após visitar a baía de Nova Iorque. Verrazzano chamou a baía de Refugio, "refúgio" em italiano. A baía tem diversas entradas, no entanto, e a rota exata de sua viagem e a localização onde ele ancorou ainda é motivo de disputas entre os estudiosos, o que levou a uma certa incerteza a respeito de qual tribo teria feito contato com ele. Verrazzano relatou ter encontrado clareiras e florestas abertas, propícias a serem percorridas "até mesmo por um grande exército", algo muito distante das matas emaranhadas resultantes das queimadas realizadas pelos ingleses no século XVII.
Posteriormente, em 1614, a baía foi explorada e mapeada pelo navegador holandês Adriaen Block, que deu o nome à Block Island, ilha vizinha.
O primeiro povoado europeu registrado foi feito na década de 1630. Roger Williams, um membro insatisfeito da Colônia de Plymouth, se mudou para a região por volta do ano de 1636, fez contato com o sachem narrangansett chamado de Canonicus pelos europeus, e fundou um entreposto comercial no local da atual cidade de Providence. Na mesma época, os holandeses haviam estabelecido o seu próprio entreposto, a aproximadamente 12 milhas a sudoeste, sob a autoridade de Nova Amsterdã, na baía de Nova Iorque.
Em 1643 Williams viajou à Inglaterra, onde recebeu uma concessão para a nova colônia de Rhode Island. Também escreveu um dicionário da língua narrangansett, Keys to the Indian Language ("Chave para o Idioma Índio"), que foi publicado naquele país no mesmo ano.
O Caso Gaspée, importante evento naval da Revolução Americana, ocorreu em 1772 na baía, envolvendo a captura do navio britânico HMS Gaspee. A vitória americana contribuiu para o eventual início da guerra, com as batalhas de Lexington e Concord, em Massachusetts, três anos mais tarde. O evento é celebrado em Warwick, cidade da região, como a Gaspee Days Celebration, em junho, evento que inclui a recriação simbólica da queima do navio.
O navio HM Bark Endeavour, do célebre capitão britânico James Cook, teria afundado na baía, após ter sido vendido em 1775 pela Marinha Real Britânica.
Roger Williams e outros colonos dão nome a muitas das ilhas da baía.